# Amblypodia naradoides
Amblypodia naradoides är en fjärilsart som beskrevs av Moore 1879. Amblypodia naradoides ingår i släktet Amblypodia och familjen juvelvingar. Inga underarter finns listade i Catalogue of Life.